# Église Saint-Éguiner de Gwinear
L'église Saint-Éguiner de Gwinear (anglais : St Gwinear's Church) est une église paroissiale anglicane située à Gwinear (en), dans le comté anglais de Cornouailles. Cet édifice des XIIIe et XIVe siècles restauré à la fin du XIXe siècle est aujourd'hui classé monument de Grade I. Par ailleurs, une croix de chemin médiévale située en bordure du cimetière de l'église est classée monument de Grade II et scheduled monument.

## Historique
L'église de Gwinear est dédiée à saint Éguiner (Fingar en gaélique irlandais), qui, d'après la légende, était le chef des missionnaires irlandais arrivés dans la région au VIe siècle. À Roseworthy (en) se trouvaient autrefois une fontaine à dévotion et une chapelle dédiées au saint, ainsi qu'une des croix celtiques les plus remarquables de Cornouailles (aujourd'hui installée à Lanherne (en)). Le patronage de Gwinear est détenu par le manoir de Drannack et est vendu en 1311 par les Beville à Sir Richard de Stapledon (m. 1326) en fiducie pour la fondation de son frère à Oxford, qui deviendra plus tard Exeter College.
L'église paroissiale Saint-Éguiner date des XIIIe et XIVe siècles, mais la tour, érigée au XVe siècle, est datée par un legs de 1441. L'astronome Malachy Hitchins, devient pasteur de St Hilary en 1775, puis également pasteur de Gwinear en 1785, et conserve ces deux fonctions jusqu'à sa mort le 28 mars 1809.
En 1870, le chœur de l'église est restauré par l'architecte John Dando Sedding (en). Le toit est refait en bois de chêne et retrouve son degré de pente d'origine. Le pignon est pourvu d'un nouveau chaperon en pierre et d'une Croix. La fenêtre quintuple est reconstruite d'après l'originale. De nouvelles stalles en chêne sont installées dans le chœur. 
L'église est restaurée de 1878 à 1879. Le collatéral et les toits sont restaurés, les travaux des quatre toits coûtant au total 689 £. Une nouvelle fenêtre triple est placée à l'extrémité ouest du collatéral sud. Le jubé est réparé et réinstallé à son emplacement d'origine, de sorte qu'il ferme la travée ouest du chœur. L'église est équipée de nouveaux bancs en bois de pin rigide, ainsi que de lampes fabriquées par Jones et Wallis de Birmingham. Le sol de la nef et du chœur sont recouverts de béton, tandis que les sols des bas-côtés sont recouverts de dalles en pierre de Delabole. Une clôture de chapelle est installée devant la chapelle Arundell. L'église rouvre le 25 novembre 1879 et le son des nouvelles cloches résonne pour la premières fois le 23 janvier 1880,. 
L'église Saint-Éguiner de Gwinear est classée comme monument de Grade I sur la National Heritage List for England depuis le 14 janvier 1988.

## Architecture
L'église possède aujourd'hui un plan asymétrique, en raison des modifications successives qui lui ont été apportées : ainsi, le bas-côté nord est de même longueur que la nef, tandis que le bas-côté nord est plus court ; enfin, la chapelle Arundell dépasse de la façade nord du bas-côté nord, donnant à l'église une largeur comparable à sa longueur.

### Extérieur
La façade est faite de gravats de granite et d'elvan (en), mais la tour et une partie du mur nord sont faites de granite de taille. Les toits à pignons en ardoise de Delabole reposent sur des pignons. Les corbeaux datent de l'édifice normand originel.
La tour occidentale à trois étages, renforcée par des contreforts placés en retrait, possède une embrasure de porte ouest surmontée d'une fenêtre triple. La tour dipopose de pinacles dans les angles ainsi que d'une tourelle à escaliers dans l'angle nord-ouest. Le deuxième étage possède une fenêtre double munie de persiennes, tandis que l'étage supérieur dispose d'une fenêtre triple pourvue de persiennes en ardoise. Sur la façade de la tour est gravée une tête baptisée « Peau-Rouge » (red indian).
Les entrées des portes nord et sud, datées du XVe siècle, sont munies d'arches dont les écoinçons sont ornés de roses Tudor. Le montant de l'embrasure de la porte du porche nord possède un montant et des impostes modelées surmontée d'une Tudor arch (en). Une autre porte du XVIe siècle à double arc permet d'accéder à la chepelle Arundell.
La plupart des fenêtres de l'église sont de style gothique perpendiculaire du XIXe siècle. La fenêtre est du chœur date de la fin du XIIIe siècle, tandis que la façade sud de la nef est dotée d'une fenêtre du XVe siècle.

### Intérieur
La nef et le chœur sont compris dans un même espace à six travées. Dan l'arcade qui délimite le collatéral nord, les deux arches les plus à l'ouest sont démarquées par des piliers du XVe siècle et les quatre autres par des colonnes octogonales probablement datées du XVIe siècle, toutes à chapiteaux gravés d'anges munis de boucliers. L'arcade du collatéral sud, du XVe siècle, est à quatre travées, avec des piliers aux chapiteaux gravés de motifs à feuillage. La chapelle Arundell est située au-delà du premier collatéral nord, dont elle est séparée par une arcade à trois travées du XVIe siècle, dont les chapiteaux montrent des anges à boucliers. Le collatéral sud est jouxté par une chapelle mariale au décor simple, dans laquelle se trouve un petit autel sobre dédié à un ancien pasteur.
Les murs intérieurs sont enduits de plâtre. La voûte en berceau du chœur date du XVe siècle, les autres du XIXe siècle. Seule subsiste la base du jubé du XVe siècle ornée de panneaux à arcs en accolade avec des représentations de la Passion du Christ, espacés par des fenêtres à croisées. Vue depuis l'intérieur de l'église, la tour possède une arche brisée.
Les fonts baptismaux reposent sur une base normande ornée de chevrons gravés, et sont composés d'une tige circulaire en elvan (en) vert et d'un bassin d'eau octogonal en granite daté de 1772. Ils comportent une représentation des plaies du Christ.
Près des fonts baptismaux se trouve un crucifix sur croix celtique possiblement daté du IXe siècle. La chaire à prêcher octogonale du XIXe siècle possède également cinq panneaux à arcs en accolade du XVIe siècle, avec notamment une représentation d'un triton issue d'une extrémité de banc de l'ère jacobéenne.
Une lettre de Charles Ier est peinte sur un mur de l'église. De plus, une stèle murale en marbre rend hommage à Elizabeth Arundell, fille de Thomas Lanyon of Gwinear et épouse de Thomas Arundell, morte en 1683 à l'âge de 36 ans.

## Orgue
L'église possédait autrefois un orgue fabriqué par Hele & Co (en). Le premier récital est joué par Hubert Stanley Middleton (en), organiste de la cathédrale de Truro, le 14 janvier 1925. L'orgue est remplacé par celui de la chapelle wesleyenne de Camborne daté de 1922 et fabriqué par Griffen et Stroud. Il est installé en l'église Saint-Éguiner en 1993 par Lance Foy.

## Statut paroissial
L'église Saint-Éguiner forme une paroisse commune avec les églises Saint-Elwyn de Hayle, Saint-Erth de St Erth, Saint-Félix-et-Sainte-Piala de Phillack et Saint-Gothian de Gwithian. La paroisse, servie par l'équipe ministérielle de Godrevy, est rattachée au doyenné de Penwith au sein du diocèse de Truro de l'Église d'Angleterre.

## Cimetière et croix Polmenor
Le cimetière de l'église comporte une tombe de guerre du Commonwealth d'un soldat de la Première Guerre mondiale.
Dans le cimetière, à quelques mètres au nord de l'église, se trouve une croix de chemin dite « Polmenor », qui est classée à la fois comme monument classé de Grade II et comme scheduled monument depuis le 24 septembre 1997. Cette croix celtique du Xe siècle haute de 1,42 m possède une hampe en granite de 1,04 m de haut et 25 cm de large surmontée d'une tête circulaire de 47 cm de large et 27 cm d'épaisseur. Sa face ouest montre un Christ crucifié largement érodé, tandis que sa face est montre une croix carrée (en). Jusqu'en 1858, la croix Polmenor se trouvait à 250 m à l'est de l'église. Elle a ensuite été déplacée à divers endroits près de l'église avant de rejoindre son emplacement actuel. Elle a durant un temps été utilisée comme montant de barrière, comme en témoigne la présence de deux trous sur sa face ouest.